# Lioba Theis
Lioba Theis (*  27. Juni 1957 in Düsseldorf) ist eine deutsche Kunsthistorikerin mit Schwerpunkt Byzantinische Kunst.
Lioba Theis wuchs in Mettmann auf, wo sie die Grundschule und das Gymnasium besuchte. absolvierte von 1976 bis 1982 ein Doppelstudium der Violine und Kunstgeschichte an der Rheinischen Musikschule  und der Universität Köln. Von 1982 bis 1987 studierte sie Kunstgeschichte, Klassische und Christliche Archäologie an der Universität Bonn. Dort wurde sie 1988 bei Horst Hallensleben mit einer Arbeit zur Panagia Parigoritissa in Arta promoviert. Von 1989 bis 1997 nahm sie Lehraufträge an den Universitäten Mainz, München und Bonn wahr. Im Jahre 1997 habilitierte sie sich an der Universität Bonn. Theis hatte Vertretungsprofessuren an den Universitäten Mainz (1998), Bonn (1999 und 2001 bis 2002), München (2000) und Hamburg (2003) sowie Gastprofessuren an den Universitäten Graz (2002) und Mainz (2003) inne. Im Jahr 2004/05 folgte ein Forschungsstipendium in Dumbarton Oaks. Von September 2005 bis zu ihrer Emeritierung 2022 lehrte Theis als Universitätsprofessorin für byzantinische Kunstgeschichte an der Universität Wien.
Ihre Forschungsschwerpunkte sind die byzantinische Architektur, Licht in Raum und Bild in Byzanz, die Wissenschaftsgeschichte byzantinischer Kunst, sowie die Digitalisierung und Archivierung von Bilddaten.

## Schriften (Auswahl)
Monographien
- Die Architektur der Kirche der Panagia Parēgorētissa in Arta, Epirus. Hakkert, Amsterdam 1991, ISBN 90-256-1001-3 (zugleich: Bonn, Universität, Dissertation, 1988; Pflichtexemplare mit Lebenslauf).
- Flankenräume im mittelbyzantinischen Kirchenbau. Zur Befundsicherung, Rekonstruktion und Bedeutung einer verschwundenen architektonischen Form in Konstantinopel (= Spätantike, frühes Christentum, Byzanz. Reihe B, Studien und Perspektiven. Bd. 18). Reichert, Wiesbaden 2005, ISBN 3-89500-359-X (= zugleich: Bonn, Universität, Habilitationsschrift, 1997).

Herausgeberschaften
- mit Barbara Schellewald, Birgitt Borkopp: Studien zur byzantinischen Kunstgeschichte. Festschrift für Horst Hallensleben zum 65. Geburtstag. Hakkert, Amsterdam 1995, ISBN 90-256-1079-X.
- mit Margaret Mullett, Michael Grünbart: Female Founders in Byzantium and Beyond (= Wiener Jahrbuch für Kunstgeschichte 60/61, 2011/12). Böhlau, Wien u. a. 2013, ISBN 978-3-205-78840-9.